# Addervissen
Addervissen (Chauliodontinae) zijn een onderfamilie van straalvinnige vissen uit de orde van Draakvisachtigen (Stomiiformes).

## Geslacht
- Chauliodus Bloch & J. G. Schneider, 1801